# Federação Rondoniense de Basketball
A Federação Rondoniense de Basketball (FRB) é uma entidade do basquetebol de Rondônia. É filiada a Confederação Brasileira de Basketball.